# Carmine Borrino
Carmine Borrino (Napoli, 4 dicembre 1978) è un attore, drammaturgo e regista italiano.

## Biografia
Debutta in teatro alla giovane età di undici anni al fianco di Carlo Giuffré nello spettacolo “Miseria e nobiltà” di Eduardo Scarpetta, nel ruolo di Peppeniello, si diploma al Conservatorio musicale San Pietro a Majella, all'Accademia di Belle Arti di Napoli e consegue un Master di II livello in drammaturgia e cinematografia presso l’Università Federico II di Napoli, col massimo dei voti.
In teatro si forma con Angela Pagano, Antonio Capuano, Teresa Saponangelo, Giancarlo Cosentino, Antonella Monetti, Giovanni Boncoddo, Renato Carpentieri, Davide Iodice, Michele Monetta, Michele Del Grosso.
Per quattro anni è nella compagnia del musical “C'era una volta...Scugnizzi” (premio ETI 2003), diretta da Claudio Mattone, Gino Landi e Bruno Garofalo.
Per il cinema e per la fiction tv è diretto da Antonio Capuano (Pianese Nunzio e 14anni a maggio), da Andrea e Antonio Frazzi (Certi bambini), dai fratelli Taviani (Luisa Sanfelice), da Riccardo Milani (Cefalonia e Assunta Spina), da Giacomo Campiotti ( “Giuseppe Moscati e nello spot Pizza Regina Findus), da Diego Olivares (I cinghiali di Portici, in cui ha il ruolo di coprotagonista con Ninni Bruschetta, film in concorso al Torino Film Festival 2003), da Carlo Vanzina (l’ultima sfilata-2011) Ivan Cotroneo ( la kryptonite nella borsa).
Dal 2006 entra nella compagnia stabile dell'Università di Messina. “Antica Babilonia” è il suo primo lavoro di Drammaturgia (Premio Vigata 2007), diretto da Roberto Azzurro, con musiche originali di Paolo Coletta.
Nel 2008 entra nella compagnia di Luca De Filippo che lo vede impegnato nella commedia “Filumena Marturano”, interpretata da Lina Sastri e diretta da Francesco Rosi.
Nel 2009 al teatro auditorium Bellini di Napoli va in scena “Nun è peccato”, opera seconda diretta da Carlo Cerciello e interpretata da Milvia Marigliano e Roberto Azzurro.  “INTERCITYTPlus”( premio Nike 2012 miglior drammaturgia) è il suo terzo testo e la sua prima messa in scena, prodotto da Crasc soc. coop. compagnia di ricerca.
Nel 2011 è scritturato dalla compagnia Gli Ipocriti per lo spettacolo “Compagnia Totò”, con Francesco Paolantoni e Giovanni Esposito, scritto e diretto da Giancarlo Sepe. Per il Napoli Teatro Festival Italia scrive e interpreta “Napoli.Interno.Giorno”, su soggetto di Beatrice Baino e diretto da Marco Luciano. Agosto 2012, debutta “Core Spezzato, Nuova sceneggiata drammatica-sentimentale” Scritta, diretta e interpretata da Carmine Borrino, prodotto da Crasc soc. coop compagnia di ricerca in collaborazione col Positano Festival di teatro contemporaneo – Premio Annibale Ruccello.
A settembre 2012 per il Teatro Stabile di Vicenza è selezionato da Eimuntas Nekrošius per “ lettere a Lucilio” per il ciclo “ classici al teatro Olimpico”; da ottobre 2012 ad aprile 2013 lavora con Sebastiano Lo Monaco in “ Non è vero ma ci credo” di Peppino De Filippo per la regia di Michele Mirabella e prodotto da Sicilia Teatro.
Per l’edizione 2013 NTF- Napoli Teatro Festival e in turnè stagione 2014 è scritturato dal teatro stabile Mercadante di Napoli per “ circo equestre Sgueglia”  di Raffaele Viviani diretto dal regista franco-argentino Alfredo Arias; ancora per il teatro Stabile Nazionale Mercadante di Napoli per la stagione 2015/16 prende parte alle produzioni “in memoria di una signora amica” di Peppino Patroni Griffi per la regia di Francesco Saponaro e “ Dalla parte di Zeno” con la regia di Andrea Renzi.
“Francischiello- un Amleto re di Napoli” è il suo primo studio shakespereano, prodotto da CRASC teatro di ricerca e ArtgarageTeatro, premiato al festival della resistenza Premio CERVI 2015, al premio Li Curti 2015, premio Vianello 2014 come miglior spettacolo.
Nel 2016 è tra i protagonisti della serie Rai TV Sirene, scritta da Ivan Cotroneo e diretta da Davide Marengo e scrive e mette in scena “Cantami, o diva… di famiglia, onore e tracotanza” (premio Humanitas 2017, miglior spettacolo) e collabora inoltre con la compagnia NEST- per Teatri di Vita, prodotta dal Napoli Teatro Festival. Nel 2017, Valtrend editore, per la collana Skenè- Napoli Teatro, pubblicata “trilogia della Sceneggiata” che comprendono i testi: IntercityPlus, Core spezzato e cantami, o diva. Nel 2018 mette in scena il suo secondo studio shakespereano  “Toto’ crooner – un Otello principe di Bisanzio” e “Ignazio&Maria” della drammaturga cubana Nara Mansur tradotta e rappresentata per la prima volta a Napoli Teatro festival Italia 2018. Vince il premio Annibale Ruccello 2018 per la nuova drammaturgia con il testo “il bene immobile”, raccolto nella trilogia della casa "l'alienazione del bene", pubblicata da MEA Edizioni. Nel 2020 interpreta Felice Sciosciammocca nella commedia "'O tuono 'e marzo" di Vincenzo Scarpetta accanto a Tonino Taiuti e diretto da Massimo Luconi per una produzione del Mercadante - Teatro Nazionale di Napoli. A cinema nel 2024 è tra i protagonisti del cast nel primo lungometraggio di Fortunato Cerlino.

## Teatro
2020 - 'O TUONO 'E MARZO di V. Scarpetta. Regia Massimo Luconi.
2019 - LE TITINE da Titina De Filippo. Regia Antonella Stefanucci.
2019 - IL BENE IMMOBILE (premio Annibale Ruccello - nuova drammaturgia) di e con Carmine Borrino
2018 – IGNAZIO & MARIA di Nara Mansur. Regia Carmine Borrino
2017 – TOTO’ CROONER di e con Carmine Borrino.
2016 – CANTAMI, O DIVA di e con Carmine Borrino.
2016 – DALLA PARTE DI ZENO di Valeria Parrella. Regia Andrea Renzi
2015 – IN MEMORIA DI UNA SIGNORA AMICA di G. Patroni Griffi. Regia Francesco Saponaro
2014 – CIRCO EQUESTRE SGUEGLIA di Raffaele Viviani. Regia Alfredo Arias
2013 – FRANICISCHIELLO un Amleto re di Napoli di e con Carmine Borrino
2013 – ARTERIOSCLEROSI scritto e diretto da Dalia Frediani
2013 – NON È VERO MA CI CREDO di Peppino De Filippo. Regia Michele Mirabella
2012 – LETTERE A LUCILIO di Lucio Seneca. Regia Emuntias Nekrosius
2012 – CORE SPEZZATO di e con Carmine Borrino
2011 – COMPAGNIA TOTO’  scritto e diretto da Giancarlo Sepe
2010 – INTERCITYpLUS di e con Carmine Borrino
2009 – FILUMENA MARTURANO di Eduardo De Filippo. Regia Francesco Rosi
2008 – ANTICA BABILONIA di Carmine Borrino. regia Roberto Azzurro
2008 – IL MONDO DEVE SAPERE di Michela Murgia. Regia David Emmer
2007 – NEL BEL VENTRE di Dario Tommasello. Regia Giovanni Boncoddo
2006 – DUE FRATELLI di Fausto Paravidino. Regia Antonio Capuano
2005 – RAGAZZI SULLE BARRICATE di S. Lambiase e A.Zappalà. Regia Giancarlo Cosentino 
2004 – C’ERA UNA VOLTA SCUGNIZZI di Claudio Mattone. Regia Bruno Garofalo. 
1989 – MISERIA E NOBILITA’ di E. Scerpetta. Regia Carlo Giuffrè

## Filmografia

### Cinema
- Pianese Nunzio, 14 anni a maggio, regia di Antonio Capuano (1996)
- I cinghiali di Portici, regia di Diego Olivares (2003)
- Certi bambini, regia di Andrea e Antonio Frazzi (2004)
- Sotto il vestito niente - L'ultima sfilata, regia di Carlo Vanzina (2011)
- La kryptonite nella borsa, regia di Ivan Cotroneo (2011)
- Per amor vostro regia Giuseppe Gaudino (2014)

### Televisione
- Luisa Sanfelice, regia di Paolo e Vittorio Taviani - Miniserie TV (2004)
- Cefalonia, regia di Riccardo Milani - Miniserie TV  (2005)
- Assunta Spina, regia di Riccardo Milani - Miniserie TV  (2006)
- Crimini: Il covo di Teresa, regia di Stefano Sollima - Film TV (2006)
- La nuova squadra, registi vari - Serie TV (2007)
- Giuseppe Moscati - L'amore che guarisce, regia di Giacomo Campiotti - Miniserie TV (2008)
- Sirene, Serie TV - Rai 1 (2017)

### Cortometraggi
- L'ora dei bottoni, regia di Lucilla Mininno (2010)
- Un ritorno, regia Ciro D'Emilio (2012)
- Ore 12, regia Toni D'Angelo (2013)
- Puortame cu tte, regia Toni D'Angelo (2017)
- 31 settimane, regia di Iole Masucci (2018)

### Pubblicità
- Pizza Regina Findus, regia Giacomo Campiotti (1997)